# Избаки, Изим Турсунулы
Изим Турсунулы Избаки (род. 24 декабря 1994 года, Шелек, Алматинская область, Республика Казахстан) — казахстанский боксёр-профессионал.
Чемпион республиканского турнира по боксу, посвящённый 100-летию со дня рождения политического деятеля Казахской ССР Д. А. Кунаева (2012 год, с. Шелек).
Победитель чемпионата Республики Казахстан по универсальному бою 2016 года в Актобе (посвященный «440-летию Казахского батыра, Жалантос Бахадура» и «25-летию Независимости Республики Казахстан»).
Чемпион Кубка Республики Казахстан по универсальному бою среди мужчин и женщин (2016 год, с. Чунджа).
Бронзовый призёр чемпионата мира по кикбоксингу (2017 год, Будапешт).
Спортивные звания и разряды:

Кандидат в мастера спорта Республики Казахстан по боксу (2012).

Мастер спорта Республики Казахстан по универсальному бою (2016).

Мастер спорта международного класса Республики Казахстан по кикбоксингу. (2018).

## Биография
Родился 24 декабря 1994 года в селе Шелек Алматинской области. В 2015 году окончил колледж имени Д. А. Кунаева. По национальности уйгур.
Тренеры: Малик Хайруллин — национальный спортивный судья высшей категории РК, Имид Тохтасун (Тохтахунов) — заслуженный тренер Республики Казахстан.